# Кастільєхо-де-Робледо
Кастільєхо-де-Робледо (ісп. Castillejo de Robledo) — муніципалітет в Іспанії, у складі автономної спільноти Кастилія-і-Леон, у провінції Сорія. Населення — 137 осіб (2010).
Муніципалітет розташований на відстані близько 130 км на північ від Мадрида, 90 км на захід від Сорії.

## Демографія
Динаміка населення (INE ):

## Галерея зображень

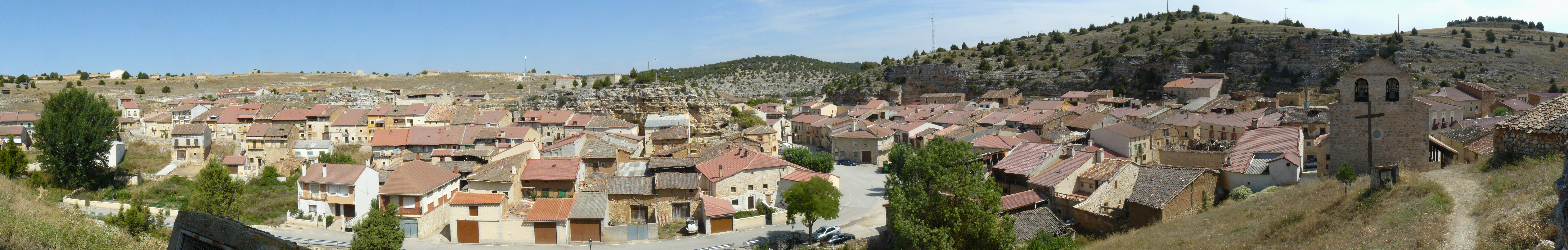
Кастільєхо з замкової гори
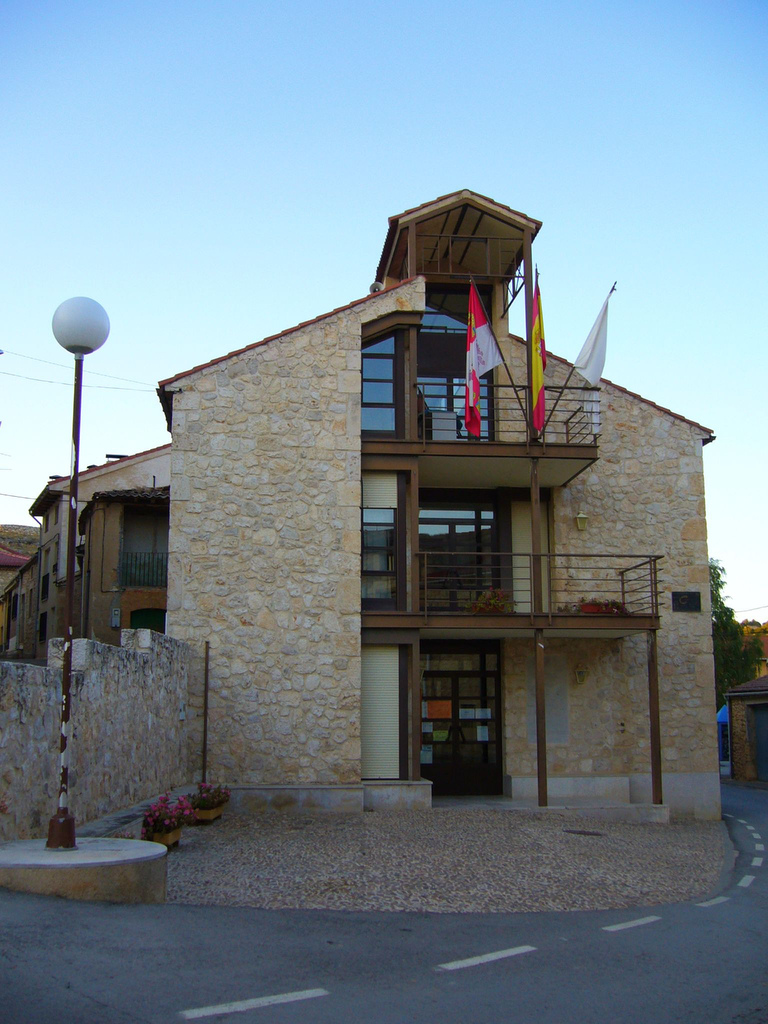
Муніципальна рада
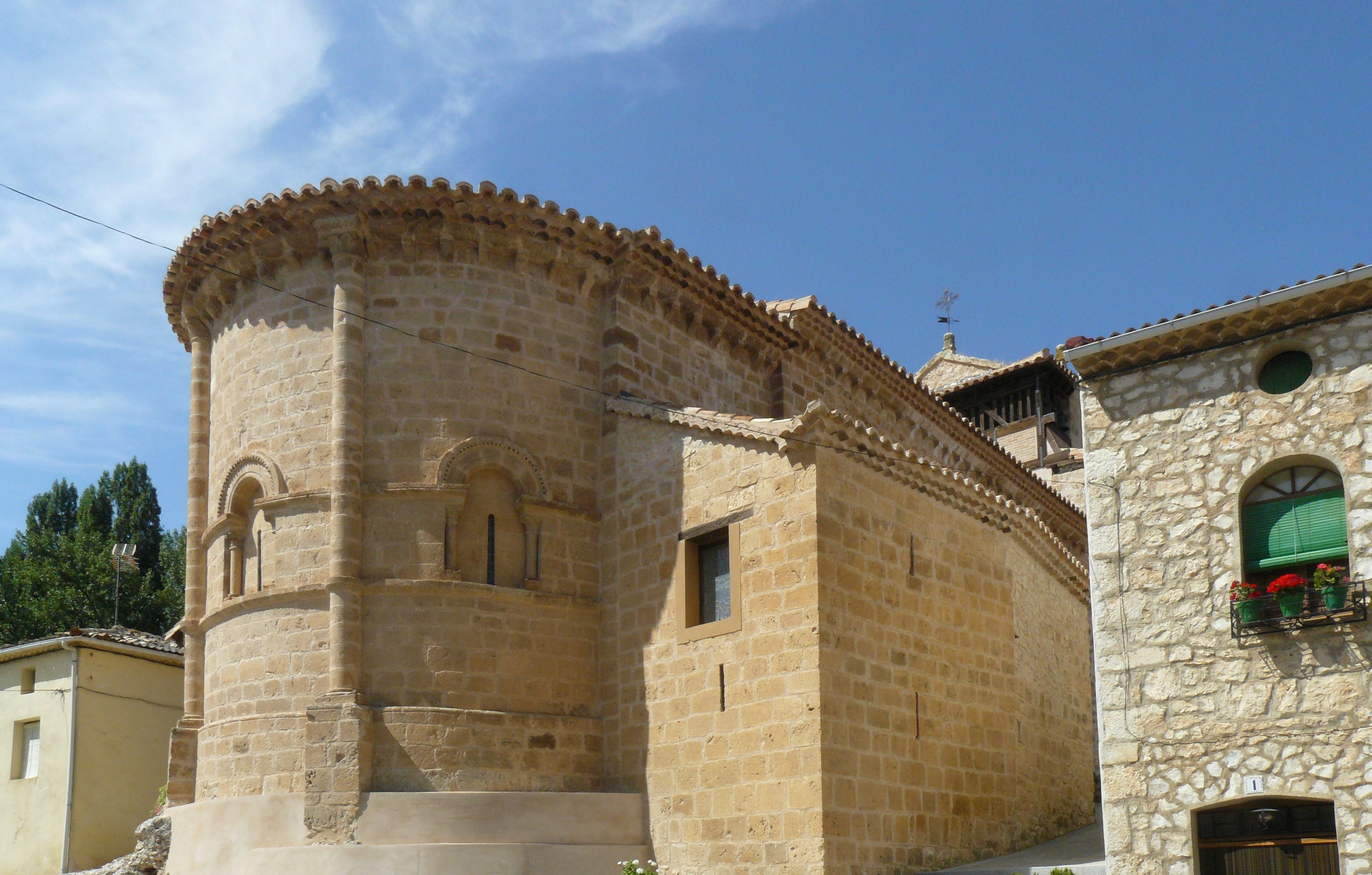
Апсида романської церкви Нуестра-Сеньйора-де-ла-Асунсьйон
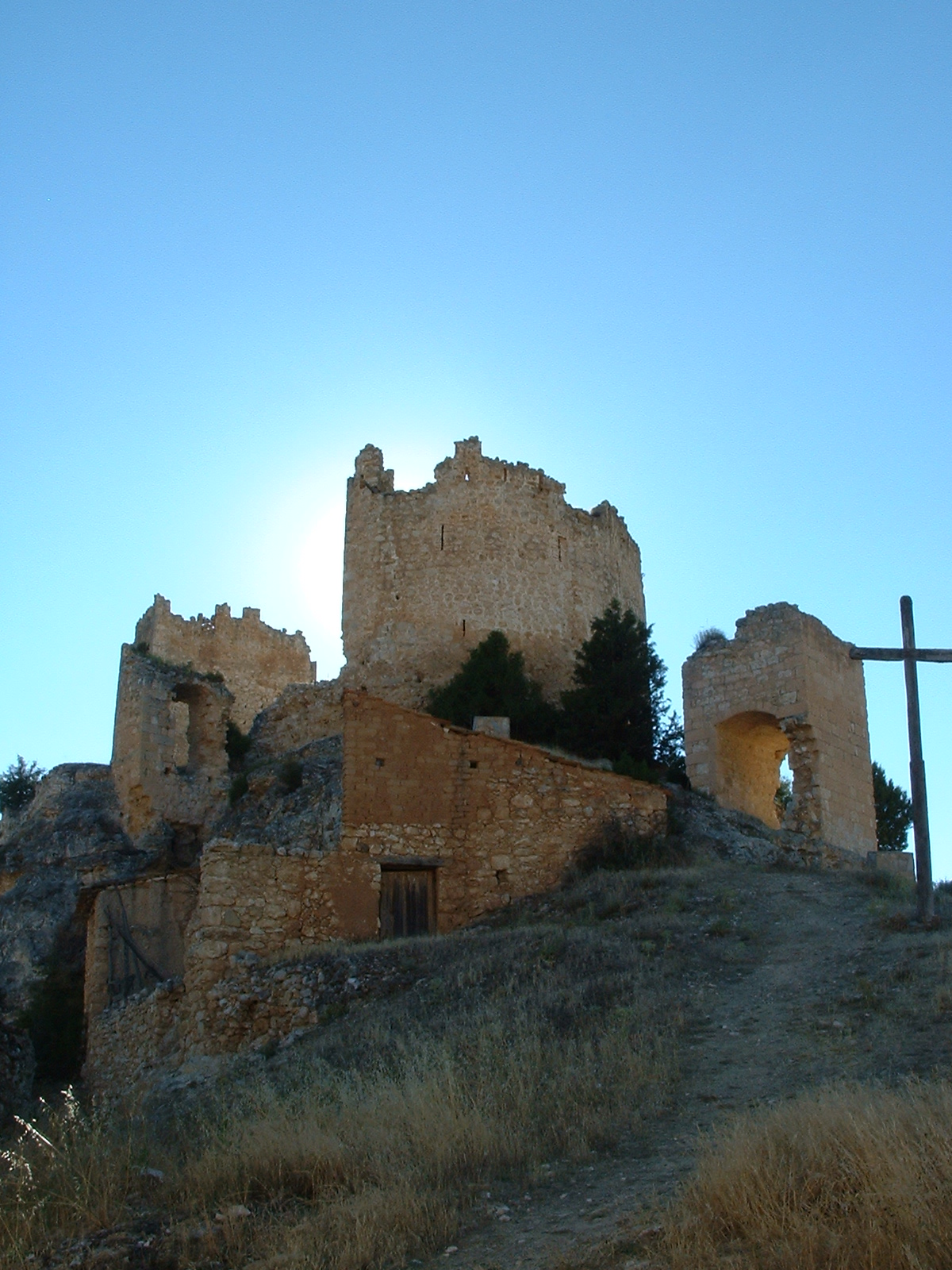
Замок тамплієрів